# Gundam SEED Destiny
Mobile Suit Gundam SEED Destiny (機動戦士ガンダムSEED DESTINY Kidō Senshi Gandamu Shido Desutinī?) es una serie de anime creada por el estudio Sunrise, siendo emitida en Japón desde octubre de 2004 hasta octubre de 2005. Es la continuación de Mobile Suit Gundam SEED, constando de 50 episodios. Esta serie ganó el premio Animation of the Year otorgado por   la Tokyo International Anime Fair en el año 2004, y el premio Anime Grand Prix otorgado por los lectores de la revista americana Animage, en los años 2004 y 2005.

## Argumento
Mobile Suit Gundam SEED Destiny comienza en el año 73 de la Era Cósmica, dos años después de la firma del Tratado de Junius 7, hecho que puso fin a la Guerra de San Valentín Sangriento, relatada en Gundam SEED. Este nuevo escenario presenta a Cagalli Yula Athha acompañada de su guardaespaldas Athrun Zala asistiendo a una reunión diplomática con el máximo representante de PLANT, Gilbert Durandal. Durante este encuentro, uno de los hangares de la base militar de PLANT es asaltado por un grupo de fuerzas especiales de la Alianza Terrestre llamado "Phantom Pain". Esto empuja a Durandal a declarar el estado de alerta y ordenar el despegue del crucero Minerva, con un grupo de pilotos de élite formado por Shinn Asuka, Lunamaria Hawke y Rey Za Burrel, con órdenes de recuperar los Mobile Suits capturados. Sin embargo, las cosas se complican cuando un grupo de seguidores de Patrick Zala, deciden estrellar a Junius Seven contra la Tierra, desatando la segunda Guerra de San Valentín Sangriento.

## Personajes
| Personajes de Gundam SEED Destiny | Personajes de Gundam SEED Destiny | Personajes de Gundam SEED Destiny |
| --------------------------------- | --- | --------------------------------- |
| Protagonistas                     | Athrun Zala • Shinn Asuka • Kira Yamato • Cagalli Yula Athha • Lunamaria Hawke • Lacus Clyne • Rey Za Burrel                                                                                   |                                   |
| Antagonistas                      | Lord Djibril • Gilbert Durandal • Neo Roanoke • Stellar Loussier • Auel Neider • Sting Oakley • Roma Seiran • Unato Ema Seiran • Patrick Zala                                                  |                                   |
| Otros personajes                  | Arthur Trine • Meer Campbell • Mayu Asuka • Talia Gladys • Yzak Joule • Mwu La Flaga • Murrue Ramius • Haro • Meyrin Hawke • Heine Westenfluss • Andrew Waltfeld • Dearka Elsman • Yolant Kent |                                   |

## Equipo de producción
- Producido por: MBS y Sunrise Inc.[1]
- Director: Fukuda Mitsuo
- Guionista: Morosawa Chiaki
- Diseño de Personajes: Hirai Hisashi
- Diseño Mecánico: Okawara Kunio, Yamane Kimitoshi
- Trabajos de Diseño: Fujioka Kenki
- Director de Arte: Ikeda Shigemi
- Director de Sonido: Fujino Sadayoshi
- Música: Toshihiko Sahashi
- Productor: Takeda Seiji (MBS), Sato Hiroyuki (Sunrise)

## Música
Temas de Apertura
- "ignited" de Takanori Nishikawa[TM Revolution] (ep. 1-13)
- "PRIDE" de HIGH and MIGHTY COLOR (ep. 14-24)
- "Bokutachi no Yukue (僕たちの行方?)" de Hitomi Takahashi (ep. 25-37)
- "Wings of Words" de CHEMISTRY (ep.38-50)
- "vestige" de Takanori Nishikawa[TM Revolution] (Final Plus)

Temas de Cierre
- "Reason" por Nami Tamaki (ep. 1-13)
- "Life Goes On" por Mika Arisaka (ep. 14-25)
- "I Wanna Go To A Place..." por Rie fu (ep. 26-36)
- "Kimi wa Boku ni Niteiru (君は僕に似ている?)" por See-Saw (ep. 37-50, Final Plus)

- Composición musical: Toshihiko Sahashi, Yuki Kajiura.